# Sweeney Todd: The Demon Barber of Fleet Street
Sweeney Todd: The Demon Barber of Fleet Street (Sweeney Todd, el barbero diabólico de la calle Fleet en España; Sweeney Todd, el barbero demoníaco de la calle Fleet en Hispanoamérica) es una película musical estadounidense de 2008 dirigida por Tim Burton y protagonizada por Johnny Depp, en su sexta colaboración con el director. Es una adaptación cinematográfica del musical homónimo de Stephen Sondheim y Hugh Wheeler.
La película narra la melodramática historia de Sweeney Todd, un barbero inglés que asesina a sus clientes con una navaja de afeitar en la época victoriana con la ayuda de su cómplice, la Sra. Lovett, quien convierte sus cadáveres en pasteles de carne. El director quedó cautivado por las cualidades cinematográficas del musical de Sondheim mientras todavía era un estudiante y Burton contempló llevar a cabo la versión cinematográfica desde principios de los años 1980. Sin embargo no tuvo la oportunidad de consumar su ambición hasta 2006 cuando DreamWorks Pictures anunció su nombramiento para reemplazar al director Sam Mendes, quien había estado trabajando para dicha adaptación. El reparto cuenta con los papeles principales de Johnny Depp como Sweeney Todd y Helena Bonham Carter como la Sra. Lovett. Depp, que desconocía su habilidad para cantar, tomó lecciones en la preparación para su papel. Sin embargo, el funcionamiento vocal de Depp satisfizo a una parte de la crítica quien también destacó las dotes musicales de Alan Rickman.
Se estrenó el 21 de diciembre de 2007 en Estados Unidos. La película ganó un importante número de premios, incluyendo el Globo de Oro a la mejor película - Comedia o musical, el Globo de Oro al mejor actor - Comedia o musical, y el Óscar a la mejor dirección de arte; Depp también fue nominado al Óscar al mejor actor. Aunque no fue un éxito excepcional de taquilla en Estados Unidos funcionó bien a nivel mundial, editándose un álbum de banda sonora y varias ediciones de DVD.

## Argumento
Benjamin Barker (Johnny Depp), un experto barbero, es falsamente acusado y condenado a una vida de trabajos forzados en Australia por el corrupto juez Turpin (Alan Rickman), quien estaba enamorado de Lucy, la esposa de Barker (Laura Michelle Kelly). Quince años después, con el alias de "Sweeney Todd", Barker vuelve a Londres junto al marinero Anthony Hope (Jamie Campbell Bower). Vuelve a instalarse en la vieja barbería de la calle Fleet, bajo la cual ahora se halla la pastelería de la Sra. Nellie Lovett (Helena Bonham Carter), quien le cuenta el destino que tuvo Lucy: el juez Turpin invita a la mujer a una fiesta tras haberlo rechazado y, con ferviente deseos de venganza, Turpin la viola, y Lucy, incapaz de soportarlo se suicida con arsénico. La hija adolescente de Todd, Johanna (Jayne Wisener), es ahora la pupila de Turpin, el cual la mantiene encerrada bajo llave en su propiedad. Todd clama venganza, volviendo a practicar su oficio después de que la Sra. Lovett le muestre sus viejas navajas de afeitar.
Vagando por Londres, Anthony observa a Johanna que canta a sus pájaros desde la ventana de su habitación, y una mendiga le dice que el nombre de la chica es Johanna. Anthony se enamora de ella al instante, pero es expulsado de la casa del Juez por Turpin y su secuaz, el alguacil Bamford (Timothy Spall). No desalentado, el marinero está decidido a fugarse con ella para casarse. Durante una visita al mercado, Todd denuncia un fraudulento tónico para el cabello inventado por el peluquero italiano Adolfo Pirelli (Sacha Baron Cohen) alegando que está elaborado con tinta y orina, y lo humilla en público en una competición de afeitado. Todd se impacienta esperando la llegada del alguacil Bamford a su establecimiento; la Sra. Lovett lo consuela cuando Pirelli y su ayudante, el joven Tobias Ragg (Edward Sanders) llegan. La Sra. Lovett mantiene a Toby ocupado abajo, mientras en la barbería Pirelli le recuerda a Todd que él fue su antiguo ayudante e intenta chantajearlo, exigiendo la mitad de los ingresos de Todd, si no, revelaría su verdadera identidad. En lugar de acceder a los chantajes de Pirelli, Todd lo golpea con una tetera metálica y le deja inconsciente. Entonces mete a Pirelli en un baúl, cortándole más tarde la garganta.
Después de algún consejo del alguacil, Turpin, con la intención de proponer a Johanna en matrimonio, visita la barbería de Todd para afeitarse. Reconociéndolo, Todd se relaja y afeita a Turpin dispuesto a cortar su garganta. Antes de que pudiera hacerlo, es interrumpido por Anthony, que se disponía a revelar su plan de fuga para casarse con Johanna antes de que Turpin llegase. Turpin se marcha enfurecido, jurando no volver. Su posibilidad de venganza falló, Todd tiene una epifanía, y decide que toda la humanidad, en nombre de Turpin, merece la muerte, y expresa su rabia cruel sobre sus clientes esperando otra posibilidad para matar al juez. No hacía distinciones en sus matanzas, castigando a la aristocracia corrupta por su explotación a aquellos de clase baja, salvando a las clases inferiores de su cruel plan. La Sra. Lovett se convierte en su cómplice, sugiriendo la eliminación de los cuerpos cociéndolos al horno y haciéndolos tartas para reflotar su negocio. Todd mejora su silla de barbero con un mecanismo manejado por un pedal, que arroja a sus víctimas por una trampilla a la panadería de Lovett. Con el paso de las semanas, los asesinatos de Todd se acumulan (aunque perdona la vida a un hombre que iba acompañado de su esposa e hija). Mientras tanto, Anthony comienza a buscar a Johanna, que fue enviada por Turpin al manicomio de Fogg, como castigo por su rechazo a casarse con él.

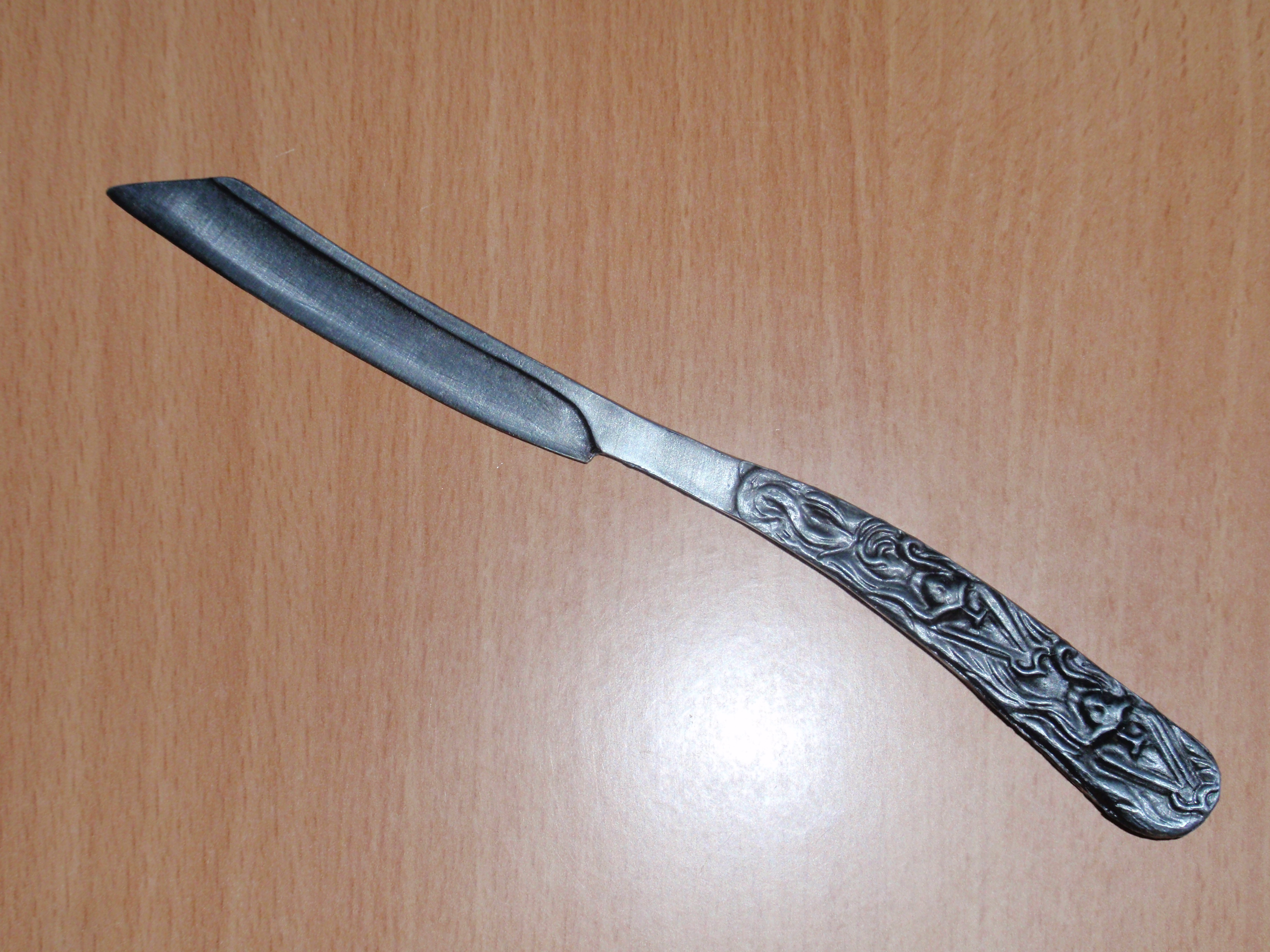
Navaja de Sweeney Todd.

La barbería y el negocio de las tartas prosperan económicamente, y Lovett contrata a Toby, el joven discípulo de Pirelli como ayudante. Con tal éxito en ambos establecimientos, la Sra. Lovett informa a Todd de sus proyectos para mudarse a la playa. Anthony finalmente descubre el paradero de Johanna, y bajo los consejos de Todd, se hace pasar por aprendiz de un fabricante de peluca, permitiéndole el acceso al asilo. Todd tiene un nuevo plan para atraer a Turpin de vuelta, y entrega a Toby una carta diciéndole que Johanna sería traída a la barbería cuando Anthony la liberase. Toby sospecha de Todd y dice a la Sra. Lovett, inconsciente de su papel en los crímenes: que promete protegerla, considerándola como su madre. El alguacil Bamford llega a la peluquería, informando que los vecinos se quejan del mal olor que sale de la chimenea. Es asesinado por Todd, y la Sra. Lovett informa a Sweeney de las sospechas de Toby. Ambos buscan a Toby, a quien la Sra. Lovett ha encerrado en el sótano de la pastelería. Toby no es encontrado, habiéndose ocultado en las alcantarillas después de ver el cuerpo del alguacil pasar por la trampilla de encima, así como al encontrar dedos en una tarta. Mientras tanto, Anthony libera a Johanna y la trae a la barbería disfrazada, donde ella se oculta en un baúl en una esquina del local, mientras Anthony encuentra un coche.
Una mendiga con problemas mentales, la misma que se topó con Anthony frente a la casa del juez entra en la barbería. Cuando Todd entra, ella le dice que lo reconoce. En ese mismo momento, se escucha la voz de Turpin. Todd corta rápidamente la garganta de la mendiga y arroja su cuerpo por la trampilla. Como Turpin entra, Todd le explica que Johanna se había arrepentido, y le ofrece un afeitado gratis. Todd revela su verdadera identidad a Turpin y lo apuñala en el cuello numerosas veces antes de cortar finalmente su garganta y dejarlo caer por la trampilla. Como Johanna echa una ojeada fuera del baúl, Todd la descubre y se dispone a cortar su garganta también, no reconociéndola como su hija. Un grito de Lovett lo desvía al sótano, donde ella le dice que Turpin todavía estaba vivo y había tratado de agarrar su vestido antes de morir, no obstante, antes de esto le dice a Johanna que se vaya y olvide su rostro. Viendo los cadáveres a la luz del fuego de la panadería, Todd descubre que la mendiga era su esposa Lucy, quien él había creído muerta basándose en lo que le dijo Lovett sobre el envenenamiento. Todd descubre que Lovett sabía que Lucy estaba viva, y ella intenta convencer a Sweeney de que ella lo engañó por su propio bien, confesando que ella lo ama y sería mejor esposa de lo que Lucy fue jamás. Todd finge perdonarla, bailando locamente con ella alrededor de la panadería antes de empujarla al horno abierto y de encerrarla en él. Todd vuelve a Lucy y mientras abraza su cuerpo inerte, Toby surge de la alcantarilla y recoge la navaja de afeitar del suelo. Todd parece oírlo y levanta su cabeza, permitiendo a Toby cortar su garganta. Cuando Toby se aleja, Todd sangra hasta morir sobre su esposa muerta, abandonando a Johanna que consigue huir con Anthony.

## Reparto y personajes
- Johnny Depp encarnando a un barbero llamado Benjamin Barker, encarcelado injustamente durante quince años. A su regreso, tramará su venganza volviendo a su antigua barbería, aunque cambiando su identidad por Sweeney Todd.
- Helena Bonham Carter es la solitaria Mrs. Lovett, dueña del local de pasteles de carne emplazado bajo la barbería de Todd, que se convertirá en cómplice de Sweeney Todd buscando mejorar su negocio.
- Alan Rickman interpreta al Juez Turpin, que envió a Benjamin Barker a Australia durante quince años con una falsa acusación, con el objetivo de quedarse con su esposa e hija pequeña.
- Timothy Spall es Beadle Bamford, secuaz del juez Turpin, que lo ayuda a alcanzar su objetivo.
- Sacha Baron Cohen encarna David Colins, extrabajador de la barbería de Benjamin Barker, quien adopta el nombre de Adolfo Pirelli, un barbero rival.
- Ed Sanders es Tobias Ragg, el muchacho que ayuda a Pirelli en su barbería, y que luego asistirá a Mrs. Lovett en su local.
- Jayne Wisener interpreta a Johanna Barker, la hija de Sweeney Todd, cautiva por el juez Turpin y enamorada de Anthony Hope.
- Laura Michelle Kelly personifica a Lucy Barker, la esposa de Benjamin.
- Jamie Campbell Bower es Anthony Hope, un marinero joven que salva a Benjamin Barker de las aguas del océano y le ayuda en la misión de rescatar a su hija Johanna, aunque se enamora de ella sin saber la verdad.

## Producción

### Desarrollo
Tim Burton vio por vez primera el musical de Stephen Sondheim de 1979, Sweeney Todd, el Barbero diabólico de la Calle Fleet, cuando aun estudiaba CalArts en Londres en 1980. Aunque no se considera fan del género musical, Burton quedó fascinado por lo cinematográfico que el musical era, y repetidamente asistía a las funciones. La describió como una película en armonía con la música, y fue "deslumbrado tanto por la música como por su sentido macabro." Cuando arrancó su carrera como director a finales de los años 80, Burton se acercó a Sondheim con la idea de hacer una adaptación cinematográfica, pero nada salió de aquello. En palabras de Sondheim, "Burton se marchó e hizo otras cosas."
Mientras tanto, el director Sam Mendes había estado trabajando en una versión de la historia durante varios años, y en junio de 2003, se acercó a Sondheim para escribir el guion. Mendes y el productor Walter F. Parkes obtuvieron la aprobación de contratar al escritor John Logan. Logan antes había colaborado con Parkes en Gladiator, y había dejado entrever que su desafío más grande era la adaptación del musical de Sondheim a la gran pantalla "tomé una decisión, un magnífico musical de Broadway y su adaptación cinematográfica, con una película emocionalmente honesta. En el teatro, puedes tener un coro cantando e interpretando a la gente de Londres, pero pienso que eso enloquecería un poco la película." Mendes se marchó para dirigir la película 2005 Jarhead, y Burton no tardó en asumir la dirección después de que su proyecto, Ripley's Believe It or Not!, se cancelara debido a su presupuesto excesivo.
DreamWorks anunció el nombramiento de Burton en agosto de 2006, y Johnny Depp fue elegido como Todd. Tras la contratación de Burton, entre él y Logan reelaboraron el guion; "trasladar una obra de 3 horas a una película de 2 requiere algunos cambios. Algunas canciones se acortaron, mientras que otras fueron retirados por completo." Christopher Lee, Peter Bowles, Anthony Head, y cinco actores más estaban listos para interpretar a narradores fantasmas, pero sus actuaciones fueron suprimidas. Según Lee, estas supresiones se debieron a la falta de tiempo provocada por una ruptura en la filmación en marzo de 2007, mientras la hija de Depp se recuperba de una enfermedad. Burton y Logan redujeron también la importancia de otros elementos secundarios, como el romance entre Johanna y Anthony, permitiendo a la película centrarse en el triángulo entre Todd, la Sra. Lovett y Toby.

### Rodaje
El rodaje comenzó el 5 de febrero de 2007 en los Pinewood Studios, y terminó el 11 de mayo, a pesar de una breve interrupción en el rodaje cuando la hija de Depp se puso enferma. Burton optó por rodar en Londres, donde se sentía "como en casa" desde su trabajo en Batman en 1989. El diseñador de Producción Dante Ferretti recreó un Londres más oscuro, más siniestro, adaptando la Calle Fleet y alrededores. En un principio, Burton planificó usar poco decorado y rodar la película delante de una pantalla verde, pero finalmente hizo lo contrario, declarando que los decorados físicos ayudan a los actores a entrar en un estado de ánimo musical: " Solo con gente cantando delante de una pantalla verde todo parecía más deshilvanado ". Depp creó su propia imagen de Todd. El maquillaje púrpura y marrón fue aplicado alrededor de sus ojos para sugerir una fatiga y una rabia, como si " nunca hubiese dormido ".
Burton insistió en que la película debía ser sangrienta, tal y como sintió en las versiones teatrales donde la reducción del derramamiento de sangre le privaría de fuerza. Para él, "todo es tan íntimo con Sweeney que la sangre supone su liberación emocional. La catársis que le supone es algo literal." El productor Richard D. Zanuck dijo que "[Burton] tenía un plan muy claro para hacer de esto algo surrealista, una especie de Kill Bill. Habíamos hecho pruebas y experimentos con el acuchillando de cuello, con la sangre que sale hacia fuera. Recuerdo haber dicho a Tim, 'Dios mío, nos desafiamos a hacerlo?'". Sobre el decorado, la sangre falsa fue pintada de naranja para dar un aspecto desaturado a la película, y los miembros del equipo llevaron bolsas de basura para evitar mancharse mientras filmaban. Este tono macabro puso a algunos estudios nerviosos, hasta que la Warner Bros, DreamWorks y Paramount se marcaron para el proyecto un presupuesto de 50 millones de dólares. Burton dijo " el estudio se quedó helado con ello y aceptaron porque sabían que clase de espectáculo podría llegar a ser. Cualquier película es un riesgo, pero es agradable ser capaz de hacer algo que no encajaría en el musical o en películas de cuchillos."

### Música
Sweeney Todd es la segunda película dirigida por Burton no orquestada por Danny Elfman (la primera fue Ed Wood). Burton quiso evitar los diálogos interrumpidos por las canciones. Eliminó el famoso número de apertura del espectáculo teatral, "la Balada de Sweeney Todd", explicando, " ¿Por qué tienen un coro que canta sobre de la historia de Sweeney Todd cuando simplemente se podría avanzar e ir asistiendo a ella?" Sondheim reconoció que al rodar la adaptación de un musical, el argumento va cambiando, y fue enviando los archivos MP3 de sus canciones acortadas por Mike Higham, el productor musical de la película, para su aprobación. Otras canciones fueron también cortadas, y Sondheim notó que había "muchos cambios, adiciones y tachaduras ... [aunque] ... si usted va acompañado, pienso que pasará un rato espectacular." Para crear algo más grande, más cinematográfico, la película fue orquestada de nuevo por el creador de la música original, Jonathan Tunick, que aumentó la orquesta de veintisiete músicos a setenta y ocho.
La banda sonora de Sweeney Todd: El barbero diabólico de la calle Fleet fue lanzada en una edición de lujo el 18 de diciembre de 2007. La forma de cantar de Johnny Depp fue descrita por un crítico del New York Times como "áspero y tenue, pero increíblemente poderoso". Otro crítico añade que, aunque la voz de Depp "no tiene tanto peso o poder", "su oído es, obviamente, excelente, porque su tono es perfecto ... Más allá del buen nivel mostrado, la expresividad de su canto es crucial para la representación. A pesar de la tonalidad de Sweeney, exteriormente es un hombre malhumorado, consumido por una furia asesina que amenaza con estallar cada vez que respira y se prepara para hablar. Sin embargo, cuando canta, su voz cruje y se rompe con la tristeza." Brian Bell, de Weezer declaró que la banda sonora de la película fue su álbum favorito de 2008.

#### Lista de canciones
Todas las canciones fueron compuestas por Stephen Sondheim.

Todas las canciones escritas y compuestas por Stephen Sondheim. 
| N.º | Título                                                           | Intérprete(s)                                                         | Duración |  |
| 1.  | «Opening Title [Título de comienzo]»                             |                                                                       | 3:30     |  |
| 2.  | «No Place Like London [No hay lugar como Londres]» (**)          | Jamie Campbell Bower, Johnny Depp                                     | 5:31     |  |
| 3.  | «The Worst Pies in London [Los peores pasteles de Londres]»      | Helena Bonham Carter                                                  | 2:23     |  |
| 4.  | «Poor Thing [Pobre cosa]» (**)                                   | Helena Bonham Carter                                                  | 3:09     |  |
| 5.  | «My Friends [Mis amigos]»                                        | Johnny Depp, Helena Bonham Carter                                     | 3:48     |  |
| 6.  | «Green Finch and Linnett Bird [Pinzón verde y pardillo]»         | Jayne Wisener                                                         | 2:16     |  |
| 7.  | «Alms! Alms! [¡Limosnas, limosnas!]» (* ***)                     | Laura Michelle Kelly                                                  | 1:16     |  |
| 8.  | «Johanna»                                                        | Jamie Campbell Bower                                                  | 1:57     |  |
| 9.  | «Pirelli's Miracle Elixir [El elixir de milagros de Pirelli]»    | Edward Sanders, Johnny Depp, Helena Bonham Carter                     | 2:00     |  |
| 10. | «The Contest [El concurso]» (**)                                 | Sacha Baron Cohen                                                     | 3:39     |  |
| 11. | «Wait [Espera]»                                                  | Helena Bonham Carter                                                  | 2:38     |  |
| 12. | «Ladies in Their Sensitivities [Damas y sus sensibilidades]» (*) | Timothy Spall                                                         | 1:23     |  |
| 13. | «Pretty Women [Mujeres bonitas]» (**)                            | Alan Rickman, Johnny Depp                                             | 4:27     |  |
| 14. | «Epiphany [Epifanía]»                                            | Johnny Depp                                                           | 3:16     |  |
| 15. | «A Little Priest [Un poco de sacerdote]» (**)                    | Helena Bonham Carter, Johnny Depp                                     | 5:15     |  |
| 16. | «Johanna» (Reprise)                                              | Jamie Campbell Bower, Johnny Depp, Laura Michelle Kelly               | 5:42     |  |
| 17. | «God, That's Good! [Dios, ¡eso es bueno!]»                       | Edward Sanders, Helena Bonham Carter                                  | 2:46     |  |
| 18. | «By the Sea [Por el mar]»                                        | Helena Bonham Carter, Johnny Depp                                     | 2:19     |  |
| 19. | «Not While I'm Around [No mientras yo esté aquí]» (**)           | Edward Sanders, Helena Bonham Carter                                  | 4:11     |  |
| 20. | «Final Scene [La escena final]» (* ***)                          | Helena Bonham Carter, Johnny Depp, Laura Michelle Kelly, Alan Rickman | 10:21    |  |

* Eliminada de la banda sonora.
** Canción más larga que su versión homóloga
*** Escrita o adaptada especialmente para la película.

## Estreno
Sweeney Todd: El barbero diabólico de la Calle Fleet fue estrenada oficialmente en la taquilla de los Estados Unidos el 21 de diciembre de 2007 en 1,249 teatros, y recaudó 9,300,805 dólares en el fin de semana del estreno. Estrenada por todo el mundo entre enero y febrero de 2008, la película funcionó mejor en el Reino Unido y Japón. Sweeney Todd recaudó en bruto alrededor de 52.9 millones de dólares en los Estados Unidos y Canadá, y 99.62 millones de dólares en otros mercados, acumulando una recaudación mundial de 152.52 millones de dólares.
La Marcus Theaters Corporation no permitió la muestra de la película después de su estreno debido a que había llegado a un arreglo sobre el gasto de la película con la Paramount, este problema se resolvió el 21 de diciembre.

### Recibimiento de la crítica
Los expertos dieron a la película muy buenas críticas. El 30 de enero de 2008, la página de crítica Rotten Tomatoes dijo que el 87% de los críticos le habían dado a la película una crítica positiva, basado en 160 reseñas. Metacritic comunicó que tuvo una puntuación de 83 sobre 100, basado en 38 reseñas.
Time lo calificó como A- y le añadió: "Burton y Depp le infunden brillantemente la frialdad de Stephen Sondheim con una ardiente pasión. Helena Bonham Carter y un gran elenco le dan una furia a este musical de pesadilla. Es extremadamente grandiosa..." La misma publicación lo colocó entre las 5 mejores películas del año. Roger Ebert, del Chicago Sun-Times, le dio una altamente favorable crítica con una calificación de 4/4, laureando el estilo visual de Burton. En la revista Variety, Todd McCarthy la calificó como una película "tan aguda como rápida" "y una satisfactoria versión de la obra teatral de Stephen Sondheim de 1979 ... han combinado perfectamente gracias a la excelente dirección de Tim Burton, el ajuste de tuercas del experto guionista John Logan, y la atormentada y melodiosamente experta actuación de Johnny Depp y Helena Bonham Carter. Este montaje artístico asegura que la película cosechará una audiencia más grande que la del musical de Sondheim, aunque dependerá en parte de la tolerancia de la clase alta por las dosis de sangre, y lo lejos que la sociedad se encuentra de la intelectualidad." Lisa Schwarzbaum de Entertainment Weekly la calificó con una B - Indicando en su crítica, " para representar de manera apropiada a Sweeney Todd, los cuellos deben ser cortados, la carne humana debe ser aplastada en pasteles, y la sangre debe salir a chorros en fuentes y ríos de muerte. Entre Tim Burton, quien ... tiernamente ha dirigido con arte una sopa espesa, roja como el tomate, con sangre falsa con el entusiasmo del financiero hollywoodiense Jackson Pollock." Siguió refiriéndose a la obra como " ... opulenta, fina mezcla del melodrama original de Sondheim y la firma de Burton haciendo que sea difícil pensar en cualquier otro cineasta tan satisfecho con su trabajo."
En la sección DVD Reviews, Chris Nashawaty de EW dio la película un A-, declarando, " la elevada voz de Depp le hace preguntarse a uno los otros trucos que oculta... Observando la destreza con la que Deep maneja las navajas de afeitar ... es difícil no acordarse de Edward Manos de Tijeras podando setos hace 18 años ... y toda la belleza perdida y que [Burton y Depp] nunca conocieron. "" En Rolling Stone, Peter Travers la calificó con 3,5/4 añadiendo "Sweeney Todd es un gran thriller de principio a fin, tétrica, monstruosamente divertida y musicalmente emocionante... [la película] es una maravilla sangrienta, íntima y épica, horrorosa y desgarradora como un soplo de aire en la obra de Sondheim." El crítico incluyó la película en el ranking de sus 5 películas favoritas del 2007. Kirk Honeycutt, del Hollywood Reporter dijo "la sangre yuxtapuesta a la música es sumamente inquietante. Contrariamente a las expectativas. Burton empuja a su público a sentir la locura y la furia destructiva de la obsesión de Sweeney. Combinado con Depp, su alter ego a largo plazo, Burton hace de Sweeney un ser latente de furia y odio que se consume a sí mismo. Con su interpretación robusta y una voz sorprendentemente buena, Depp será Sweeney Todd eternamente." Harry Knowles dio a la película una crítica sumamente positiva, califiándola como la mejor película de Burton desde Ed Wood, su película favorita de Burton, y dijo que esta era posiblemente superior. Elogió a todo el reparto y la cinematografía, pero añadió que la película no ataería a las personas no seguidoras de los musicales debido al predominio de la música en la película.
No todas las críticas fueron positivas. Cole Haddon de film.com fue crítico con las voces de Depp y Bonham Carter y el empleo de efectos visuales. Refiriéndose a su postura, Haddon declaró que su crítica desfavorable de la película era "contraria a lo que pueda leer en cualquier otra parte", aludiendo al refrán "estoy solo contra el mundo," destacando la enorme aclamación por parte de la crítica que la película había recibido.

## Marketing
La campaña de marketing de la película fue muy criticada, ya que en los tráileres de la película no se hacía referencia a que fuese un musical. Michael Halberstam de Writers' Theatre dijo: "Restando importancia a lo que hicieron en el tráiler, es posible que los productores fueran condescendientes con nosotros- una táctica que al final solo provoca lágrimas". En el Reino Unido parte de la audiencia abandonó las salas donde se emitía la película al darse cuenta de que en realidad era un musical, emitiendo quejas por publicidad engañosa tanto a la Advertising Standards Authority como a la Trading Standards Institute.

## Premios
Premios Óscar
| Año  | Categoría                 | Persona                             | Resultado |
| ---- | ------------------------- | ----------------------------------- | --------- |
| 2007 | Mejor actor               | Johnny Depp                         | Nominado  |
| 2007 | Mejor dirección de arte   | Dante Ferretti Francesca Lo Schiavo | Ganador   |
| 2007 | Mejor diseño de vestuario | Colleen Atwood                      | Nominado  |

Premios Globo de Oro
| Año  | Categoría                          | Persona                            | Resultado |
| ---- | ---------------------------------- | ---------------------------------- | --------- |
| 2007 | Mejor película - comedia o musical | Mejor película - comedia o musical | Ganadora  |
| 2007 | Mejor director                     | Tim Burton                         | Nominado  |
| 2007 | Mejor actor en comedia o musical   | Johnny Depp                        | Ganador   |
| 2007 | Mejor actriz en comedia o musical  | Helena Bonham Carter               | Nominada  |

Premios BAFTA
| Año  | Categoría                     | Persona        | Resultado |
| ---- | ----------------------------- | -------------- | --------- |
| 2007 | Mejor diseño de vestuario     | Colleen Atwood | Candidato |
| 2007 | Mejor maquillaje y peluquería | Ivana Primorac | Candidata |

## DVD
Fue lanzada en DVD en Norteamérica el 1 de abril de 2008 y el 24 de junio de 2008 en España. Fue lanzada en diferentes versiones, una edición especial metálica de 2 DVD con un libro, la versión de 1 DVD y la edición especial de 2 DVD. En los contenidos extra se incluyen datos sobre el musical original, entrevistas a los protagonistas, relatos sobre la leyenda de Sweeney Todd, galería fotográfica, bocetos, y algunos documentales sobre el rodaje.